# مسجد قطبیه
مسجد قطبیه (حسینیه خلجا) مربوط به دوره صفوی است و در اصفهان، خیابان طالقانی، نرسیده به چهارراه شهید حجاریان واقع شده و این اثر در تاریخ ۲۳ شهریور ۱۳۸۲ با شمارهٔ ثبت ۱۰۲۲۹ به‌عنوان یکی از آثار ملی ایران به ثبت رسیده است.
افرادی که در این مسجد امامت کردند ملااسدالله فرادنبه‌ای -محمدباقر فشارکی
سر در مسجد قطبیه مربوط به سدهٔ ۱۰ ه‍.ق است و در اصفهان، کاخ گنجینه چهل ستون واقع شده و این اثر در تاریخ ۲۲ آذر ۱۳۱۳ با شمارهٔ ثبت ۲۱۸ به‌عنوان یکی از آثار ملی ایران به ثبت رسیده است.[۱]